# Proces strategic împotriva participării publice (SLAPP)
Procesele strategice împotriva participării publice (în engleză Strategic lawsuit against public participation, cunoscute și ca procese SLAPP sau procese de intimidare), sau litigii strategice împotriva participării publice sunt procese menite să cenzureze, să intimideze și să reducă la tăcere vocile critice, împovărând organizațiile cu costuri procesuale, până când acestea își abandonează activitatea critică sau opoziția.
Într-un SLAPP tipic, reclamantul nu se așteaptă în mod normal să câștige procesul. Obiectivele reclamantului sunt îndeplinite dacă pârâtul cedează fricii, intimidării, cheltuielilor de judecată ssu epuizării și renunță la activitatea critică. În unele cazuri, litigiile frivole repetate împotriva unui pârât pot crește costul asigurării de răspundere civilă a celor implicați, interferând cu capacitatea unei organizații de a funcționa. Un SLAPP poate, de asemenea, să îi intimideze pe alții să participe la dezbatere. Un SLAPP este adesea precedat de o amenințare legală. SLAPP-urile provoacă îngrijorări legate de libertatea de exprimare datorită efectului lor înfricoșător și sunt adesea dificil de filtrat și penalizat deoarece reclamanții încearcă să-și ascundă intenția de a-și cenzura, intimida sau reduce la tăcere criticii.
Pentru a proteja libertatea de exprimare, unele jurisdicții au adoptat legi anti-SLAPP (deseori numite legi SLAPP-back). Aceste legi funcționează adesea permițând inculpatului să depună o moțiune de respingere pe motiv că acel caz implică o temă legată de o chestiune de interes public și e protejată de libertatea de exprimare. Reclamantului îi revine apoi sarcina de a demonstra probabilitatea că acesta are șanse de câștig. În cazul în care reclamanții nu își îndeplinesc sarcina, cererea lor este respinsă și reclamanților li se poate cere să plătească o penalitate pentru introducerea cauzei.
Legile anti-SLAPP sunt uneori criticate din partea celor care cred că nu ar trebui să existe bariere în calea dreptului de a face petiții pentru cei care cred sincer că au fost nedreptățiți, indiferent de motive ascunse. Prin urmare, dificultatea în elaborarea legislației SLAPP și în aplicarea acesteia constă în elaborarea unei abordări care să ofere o încetare anticipată a proceselor invalide, abuzive, fără a refuza prezența legitimă în instanță pentru cererile de bună-credință valabile. Legile anti-SLAPP sunt în general considerate a avea un efect favorabil, iar mulți avocați s-au luptat pentru a adopta legi mai puternice care să protejeze împotriva SLAPP-urilor.

## Caracteristici
SLAPP este o formă de litigiu strategic sau de impact. SLAPP-urile iau diferite forme. Cea mai obișnuită a fost o acțiune civilă pentru defăimare, care în tradiția engleză de drept comun a fost considerată un delict. Legea comună a calomniei datează de la începutul secolului al XVII-lea în Commonwealth și, spre deosebire de majoritatea legislației engleze, are sarcina inversă, ceea ce înseamnă că, odată ce cineva pretinde că o declarație este calomnioasă, sarcina inculpatului revine să demonstreze că nu este. În Anglia și Țara Galilor, Legea privind defăimarea din 2013 a eliminat majoritatea utilizărilor defăimării ca SLAPP, solicitând dovada daunelor speciale. Diverse abuzuri ale acestei legi, inclusiv defăimarea(critica acțiunilor politice sau punctelor de vedere ale altora) au încetat să mai existe în majoritatea locurilor, dar persistă în unele jurisdicții (în special Columbia Britanică și Ontario), unde opiniile politice pot fi considerate defăimătoare.
SLAPP-urileau ca țintă diverse categorii de actori din societate, care încercă să responsabilizeze persoanele aflate în poziții de putere și să scoată la lumină abuzuri sau ilegalități. Printre cei mai afectați de aceste practici se numără jurnaliștii, în special cei de investigație, activiștii implicați în domenii precum protecția mediului sau lupta pentru transparență și anticorupție, apărătorii drepturilor omului, organizațiile societății civile, precum ONG-urile și grupurile de campanie, cadrele universitare, avertizorii de integritate, dar și sindicatele și asociațiile profesionale.
O caracteristică comună a SLAPP-urilor este forum shopping, în care reclamanții găsesc instanțe care sunt mai favorabile față de cererile care urmează să fie formulate decât instanța în care locuiește pârâtul (sau, uneori, reclamanții).
Alte elemente menționate pe scară largă ale unui SLAPP sunt eficiența reală în reducerea la tăcere a criticilor, momentul procesului, includerea pârâților suplimentari sau falși (cum ar fi rudele sau gazdele pârâților legitimi), includerea reclamanților fără pretenții reale (cum ar fi corporațiile care sunt afiliați cu reclamanți legitimi), fac afirmații care sunt foarte greu de infirmat sau nu se bazează pe nicio înregistrare scrisă, formulare ambigua sau alterată în mod deliberat care le permite reclamanților să facă acuzații false fără teama de sperjur, refuzul de a lua în considerare orice înțelegere (sau nimic altceva decât numerar), caracterizarea tuturor ofertelor de soluționare ca cereri nesincere, extinse și inutile de descoperire, încercări de a identifica critici anonimi sau pseudonimi, recursuri pe puncte minore de drept și cereri de hotărâri ample atunci când recursul este acceptat cu privire la astfel de puncte minore de drept. În unele cazuri, este clar că reclamanții încearcă să epuizeze pârâții de resursele lor financiare, făcând procesul cât mai costisitor posibil, și, în aceste cazuri, motivul reclamantului poate să nu fie victoria legală, ci doar să piardă timpul pârâtului și bani.
Când SLAPP-urile implică legea dreptului de autor, ele pot fi considerate ca un tip de cenzură prin dreptul de autor.

## Istorie
Acronimul a fost inventat în anii 1980 de profesorii de la Universitatea din Denver, Penelope Canan și George W. Pring. Termenul a fost definit inițial ca „un proces care implică comunicări făcute pentru a influența o acțiune sau un rezultat guvernamental, care a dus la o plângere civilă sau o cerere reconvențională depusă împotriva unor persoane sau organizații neguvernamentale pe o problemă de fond de interes public sau semnificație socială”. Inițiatorii conceptului au renunțat mai târziu la ideea că contactul guvernului trebuie să se refere la o problemă publică pentru a fi protejată de dreptul de a depune petiții guvernului, așa cum este prevăzut în Primul Amendament în SUA. De atunci, a fost definit mai puțin larg de către unele state și mai larg într-un stat (California) unde include procese despre discurs cu privire la orice problemă publică.
Conceptualizarea originală oferită de Canan și Pring a subliniat dreptul la petiție, așa cum este protejat în Statele Unite sub protecția specifică a Constituției SUA în clauza a cincea a Primului Amendament. Este încă definitorie: SLAPP-urile sunt procese civile intentate împotriva celor care au comunicat oficialităților guvernamentale (în întregul său aparat constituțional). Dreptul la petiție, acordat de Edgar cel Pașnic, regele Angliei în secolul al X-lea, precede Magna Carta în ceea ce privește semnificația sa în dezvoltarea instituțiilor democratice. Așa cum este concepută în prezent, dreapta susține că democrația nu poate funcționa corect în prezența unor bariere între cei guvernați și cei care guvernează.
Judecătorul J. Nicholas Colabella de la Curtea Supremă din New York a declarat cu referire la SLAPP-uri: „În afară de un pistol la tâmplă, cu greu se poate imagina o amenințare mai mare la adresa exprimării Primului Amendament.” În Statele Unite, o serie de jurisdicții au declarat ilegale astfel de acțiuni, însă condițiile pe care trebuie să le îndeplinească un pârât pentru respingerea acțiunii variază de la stat la stat. În unele state, cum ar fi California, în anumite circumstanțe, pârâții pot fi îndreptățiți să îi acționeze în judecată pe reclamanții SLAPP. Acest lucru este denumit în mod obișnuit SLAPPback.

## Variații de jurisdicție

### Australia
În Australian Capital Territory, Legea privind protecția participării publice din 2008 (ACT) protejează comportamentul destinat să influențeze opinia publică sau să promoveze sau să acționeze în continuare în legătură cu o problemă de interes public. O parte care inițiază sau menține o procedură împotriva inculpatului într-un scop necorespunzător poate fi obligată să plătească o penalitate financiară.

### Canada
Cele mai populate trei provincii ale Canadei (Quebec, British Columbia și Ontario) au adoptat o legislație anti-SLAPP.

### Uniunea Europeană
La 25 noiembrie 2020, Parlamentul European a adoptat o rezoluție în care și-a exprimat „îngrijorarea profundă continuă cu privire la starea libertății presei în cadrul UE în contextul abuzurilor și atacurilor încă săvârșite împotriva jurnaliștilor și lucrătorilor mass-media în unele state membre din cauza muncii lor" și a cerut Comisiei Europene „să stabilească standarde minime împotriva practicilor SLAPP în întreaga UE”. În 2021, Uniunea Europeană avea în vedere adoptarea unei directive anti-SLAPP pentru a proteja libertatea de exprimare a cetățenilor europeni.
Comisia Europeană a emis o Recomandare (UE) 2022/758 fără caracter obligatoriu către statele membre la 27 aprilie 2022.
La 11 aprilie 2024, Parlamentul European a aprobat în cele din urmă directiva anti-SLAPP, pregătită de ceva timp.

### Statele Unite
Treizeci și trei de state, Districtul Columbia și Guam au adoptat protecții statutare împotriva SLAPP-urilor. Aceste state sunt Arizona, Arkansas, California, Colorado, Connecticut, Delaware, Florida, Georgia, Hawaii, Illinois, Indiana, Kansas, Kentucky, Louisiana, Maine, Maryland, Massachusetts, Missouri, Nebraska, Nevada, New Jersey, New Mexico, New York, Oklahoma, Oregon, Pennsylvania, Rhode Island, Tennessee, Texas, Utah, Vermont, Virginia, și Washington. În Virginia de Vest, instanțele au adoptat protecții împotriva SLAPP. Aceste legi variază dramatic în domeniul de aplicare și nivelul de protecție, iar statelor rămase le lipsesc protecții specifice.

#### Legea federală și instanțele federale
În decembrie 2009, reprezentantul Steve Cohen ( D -Tennessee) a introdus Actul de participare a cetățenilor în Casa SUA.
În 2010, Obama a semnat Actul SPEECH privind problema strâns legată de turismul calomniei. La fel ca multe legi anti-SLAPP de stat, HR 4364 ar permite pârâtului unui SLAPP să respingă rapid procesul și să recupereze onorariile și costurile. Este neclară însă măsura în care legile de stat se aplică în instanțele federale, iar circuitele sunt împărțite pe această întrebare.

#### Alegerea instanței de judecată (Forum shopping)
S-a argumentat că lipsa unei protecții uniforme împotriva SLAPP-urilor în SUA a încurajat practica de alegere a instanței de judecată sau Forum shopping; susținătorii legislației federale au susținut că incertitudinea cu privire la nivelul de protecție a cuiva a mărit probabil efectul descurajant al SLAPP-urilor.

## Echilibrarea dreptului de acces la tribunale
Pedeapsa SLAPP reprezintă o barieră în calea accesului la instanțe, oferind o pedeapsă anticipată reclamanților care solicită despăgubiri judiciare. În ultimii ani, instanțele din unele state au recunoscut că aplicarea legislației SLAPP trebuie să recunoască și să echilibreze drepturile constituționale ale ambilor justițiabili. S-a spus:
De la Magna Carta, lumea a recunoscut importanța justiției într-o societate liberă. „Nimănui nu vom vinde, nimănui nu vom refuza sau amâna, dreptul sau dreptatea”. (Magna Carta, 1215.) Părinții fondatori ai acestei națiuni știau că oamenii nu vor fi niciodată de acord să fie guvernați și să-și cedeze dreptul de a decide disputele prin forță, cu excepția cazului în care guvernul nu oferă un forum just pentru rezolvarea acestor dispute.
Dreptul de a depune plângeri în fața instanțelor, cu bună-credință, este protejat de constituțiile de stat și federale într-o varietate de moduri. În majoritatea statelor din SUA, dreptul la judecată cu juriu în cauze civile este recunoscut. Dreptul de a interoga martorii este considerat fundamental pentru sistemul judiciar american. Mai mult, primul amendament protejează dreptul de a solicita guvernului o remediere a nemulțumirilor. „Dreptul la petiție se extinde la toate departamentele Guvernului. Dreptul de acces la instanțe este într-adevăr doar un aspect al dreptului de petiție”. Deoarece „dreptul la petiție este „printre cele mai prețioase dintre libertățile garantate de Bill of Rights ”, … dreptul de acces la tribunale împărtășește acest „loc preferat” în ierarhia [Statele Unite ale Americii] a libertăților și valorilor constituționale”. Această întrebare de echilibrare este rezolvată diferit în diferite state, adesea cu dificultăți substanțiale.

## Procese notabile SLAPP

### Belgia
- Legea belgiană recunoaște conceptul de „tergend geding” (litigiu de intimidare), orice litigiu al cărui scop principal este de a provoca disconfort părții adverse și, prin urmare, de a crește posibilitatea retragerii acestuia din proces. Calificarea litigiului ca atare de către un judecător poate duce la inchiderea acestuia.[38]

### Estonia
În 2016, compania de investiții imobiliare Pro Kapital Ltd a dat-o în judecată pe urbanista Teele Pehk, care și-a exprimat părerea despre planurile de dezvoltare ale companiei în zona Kalasadam din Tallinn, Estonia. Acuzațiile s-au bazat pe un interviu acordat pentru articolul „Bătălia pentru coasta Estoniei”, publicat de ziarul lunar The Baltic Times. Inițial, în loc să clarifice citatele îndoielnice din articolul cu editorii Baltic Times, Pro Kapital a trimis o cerere legală lui Pehk prin care i-a cerut să publice o explicație scrisă și să plătească 500 de euro pentru a acoperi cheltuielile de consiliere juridică. Pehk a oferit dovada avocatei că nu a mințit-o pe jurnalistul The Baltic Times, iar ziarul a publicat online o precizare că cuvintele lui Pehk au fost interpretate greșit. Câteva luni mai târziu, Pro Kapital a dat-o în judecată pe Pehk pentru că le-a deteriorat reputația răspândind minciuni despre planul detaliat al zonei Kalasadam. Teele Pehk a fost implicată în planul detaliat al orașului Kalasadam din 2011, în calitate de membru al asociației de cartier Telliskivi selt și avea în grijă plaja Kalarand, situată la marginea zonei Kalasadam.
La jumătate de an de la proces, Pro Kapital a început negocierile și a ajuns la un compromis înainte de ședința de judecată. Pro Kapital a plătit costurile juridice ale lui Pehk și ambele părți au convenit să nu se discrediteze reciproc pe viitor. Teele Pehk este încă activă în dezvoltarea urbană a Tallinnului și continuă să discute public despre procesele SLAPP.
Acest caz a avut loc la sfârșitul procesului de 12 ani de planificare a zonei Kalasadam, care de-a lungul anilor a cunoscut un interes public excepțional de mare în ceea ce privește dezvoltarea rezidențială planificată și, cel mai important, utilizarea publică a litoralului și a plajei. Sistemul de planificare din Estonia permite oricui să-și exprime opinia, să prezinte sugestii sau obiecții la orice plan detaliat. Multe organizații civice estoniene ridicau voci îngrijorate cu privire la caz, iar Cancelarul pentru Justiție al Estoniei a condamnat această practică de multe ori în aparițiile publice.

### Franța
În 2010 și 2011, un blogger francez a fost convocat de două ori de compania de comunicare Cometik (NOVA-SEO) pentru că a expus metoda de vânzare rapidă pe care o practicau (cunoscută și ca metodă de un singur shot). Ei au sugerat o compensație financiară pentru primul proces. Cazul companiei a fost respins de două ori, dar aceasta a făcut apel de două ori. La 31 martie 2011, compania a câștigat obținând astfel:
- cenzura oricărei referințe (a numelui său) pe blogul lui Mathias Poujol-Rost,
- 2.000 € ca daune,
- obligația de a publica hotărârea judecătorească timp de 3 luni,
- 2.000 EUR ca indemnizație procedurală,
- toate taxele legale atât pentru prima instanță, cât și pentru cea de apel.[41]

### Grecia
În 2022, în urma dezvăluirilor conform cărora Serviciul Național de Informații al Greciei (Grecia) îl spiona pe liderul PASOK, al treilea partid ca mărime, Nikos Androulakis, pe directorul executiv al NIS, Grigoris Kontoleon și pe secretarul general al premierului Kyriakos Mitsotakis, Grigoris Dimitriadis (de asemenea, o rudă apropiată a lui Kyriakos Mitsotakis) a demisionat din funcție. Grigoris Dimitriadis a intentat procese împotriva a doi jurnaliști care contribuiseră la dezvăluirea scandalului, Thodoris Chondrogiannos și Nikolas Leontopoulos, cerând 150.000 de euro drept despăgubiri pentru publicații false și înlăturarea acestor publicații, dar și împotriva lui Thanassis Koukakis, jurnalist care în 2021 a fost spionat pentru că a investigațiilor sale asupra oamenilor de afaceri greci.

### Israel
În cursul anului 2016, Amir Bramly, care la acea vreme era investigat și ulterior inculpat pentru o presupusă schemă Ponzi, l-a dat în judecată pentru calomnie pe Tomer Ganon, un reporter de laCalcalist, pentru 1milioane de Shekel daune, din cauza unei știri care îl leagă de Bar Refaeli. În plus, Bramly a dat în judecată Channel-2 News și reporterii și managerii săi pentru 5 milioane de Shekel în daune din cauza unei presupuse calomnii într-o știre TV și un interviu cu instanța desemnată lichidator al companiilor sale, și a amenințat că va da în judecată alte organisme. Persoanele și organele trimise în judecată au susținut că acestea sunt acțiuni SLAPP.

### Japonia
În 2006, Oricon Inc., furnizorul de topuri muzicale din Japonia, l-a dat în judecată pe jurnalistul independent Hiro Ugaya din cauza sugestiei sale într-un articol pentru revista de afaceri și cultură Cyzo, unde susținea că statisticile sunt făcute de companie în beneficiul anumitor companii de management și etichete, în special Johnny and Associates. Compania a cerut 50 milioane de yeni și scuze de la Hiro Ugaya. Ei și-a găsit aliați în redactorul-șef al revistei, Tadashi Ibi, avocatul Kentaro Shirosaki, și Reporters Sans Frontières (RSF).
El a fost găsit vinovat în 2008 de Tribunalul Districtual din Tokyo și a fost obligat să plătească un milion de yeni, dar a făcut apel și a câștigat. Oricon nu a făcut recurs mai târziu. Lupta sa de 33 de luni împotriva lui Oricon și cercetările sale despre SLAPP-uri prin călătoria sa cu cheltuieli proprii în Statele Unite au fost prezentate într-un program al televiziunii japoneze TBS <i id="mwAlY">JNN</i> Reportage.

### Norvegia
La 17 mai 2018, un proiect non-profit rettspraksis.no a contestat un monopol perceput asupra publicării deciziilor Curții Supreme din Norvegia dinainte de 2009 prin publicarea unui catalog amplu de decizii istorice. Pentru a preveni publicarea, fundația Lovdata, înființată de guvern, a cerut o ordonanță imediată împotriva a doi voluntari ai proiectului, Håkon Wium Lie și Fredrik Ljone, și ca site-ul să fie închis. Fundația a susținut că rettspraksis.no a „dezvoltat sau folosit software pentru a descărca în mod sistematic hotărâri de la serviciile online Lovdatas” pentru a publica hotărârile cu încălcarea drepturilor Lovdata în conformitate cu secțiunea 43 a Legii norvegiene privind drepturile de autor, secțiunea pentru drepturile de bază de date. Judecătoria a acordat ordinul fără audiere pe baza constatării că acțiunile de voluntariat încalcă articolul 43 și că publicarea pe rettspraksis.no ar permite altor actori comerciali să exploateze materialul cu încălcarea drepturilor Lovdata, chiar dacă proiectul în sine nu a încălcat acest drept. O ședință ulterioară judecății din 30 și 31 august 2018 a dus la o reducere a efectelor ordinului de judecată, cel mai semnificativ fiind faptul că Secțiunea pentru drepturile bazei de date nu s-a extins la hotărârile publicate înainte de 2005. Apelurile de la Ljone și Wium Lie la Curtea de Apel și Curtea Supremă au fost respinse.

### România
În România, procesele SLAPP au fost utilizate ca instrumente de intimidare împotriva jurnaliștilor și a organizațiilor non-guvernamentale. Jurnalistul Cătălin Tolontan și publicația Libertatea, au fost ținta mai multor acțiuni judiciare inițiate de primarul la acea vreme a Sectorului 4, Daniel Băluță. Într-o serie de articole publicate în 2020, Libertatea a investigat legăturile dintre administrația locală și grupările interlope, precum și posibile acte de corupție. Acest lucru a dus la procese civile, plângeri pentru defăimare și chiar la acuzații penale pentru constituirea unui grup infracțional organizat. Majoritatea acestor acțiuni au fost respinse de instanțe, fiind considerate neîntemeiate sau disproporționate.
Un alt exemplu implică trei ONG-uri care au contestat un proiect de construcții din București. După ce acțiunile lor au fost respinse, dezvoltatorul a demarat proceduri de executare silită pentru cheltuieli de judecată și a solicitat dizolvarea unuia dintre ONG-uri pe baza insolvabilității. Instanțele au aprobat dizolvarea, în ciuda argumentelor că aceste acțiuni aveau scop punitiv. Peste 30 de ONGuri au semnalat existența acestor procese abuzive și au cerut în 2024, printr-o scrisoare deschisă, apărara drepturile fundamentale de libera exprimare și participare publică.

### Serbia
La sfârșitul anilor 1990, multe cazuri SLAPP împotriva presei independente și pro-opoziție au urmat după adoptarea infamei legi a presei, propusă de ministrul informației de atunci, Aleksandar Vučić. Principala caracteristică a acestor cazuri au fost procesele rapide și amenzile extrem de mari, dintre care majoritatea erau inaccesibile pentru jurnaliști și casele lor de presă. În timp ce cazurile SLAPP au devenit, mai mult sau mai puțin, rare după răsturnarea lui Slobodan Milošević, ele au reapărut treptat la sfârșitul anilor 2010, și mai ales la începutul anilor 2020, în timpul cabinetelor conduse de SNS - Patridul Progresist Sârb. Aleksandar Vučić este actualul președinte al Serbiei, este adesea acuzat de suprimarea libertăților presei.

### Statele Unite
- Din 1981 până în 1986, Pacific Legal Foundation (PLF) și San Luis Obispo County, California, au intentat un proces prin care au încercat să obțină lista de corespondență a Abalone Alliance pentru a determina grupul să plătească costurile poliției pentru cel mai mare act de nesupunere civilă anti-nucleară din istoria Statelor Unite la centrala electrică Diablo Canyon.[58] Demonstrația din septembrie 1981 a implicat zeci de mii de oameni. Administrația county-ului a fost exclusă din proces de către judecătorul de primă instanță și a pierdut în apel procesul de recuperare a costurilor poliției (inclusiv în parte pentru că astfel de costuri sunt destinate să fie acoperite prin impozite).[59] În 1985, Curtea Supremă a Californiei a refuzat să blocheze o hotărâre a unei instanțe inferioare care permitea PLF să dea în judecată „liderii demonstrației [pentru] costurile asociate protestului”, ceea ce, potrivit pârâților, era o încercare de a reprima disidența.[60] Pacific Legal Foundation a pierdut la toate nivelurile instanțelor și a retras procesul cu o zi înainte ca acesta să fie audiat de Curtea Supremă de Justiție a SUA.
- Kim Shewalter și alți activiști locali, în calitate de acuzați, au câștigat în 1998 o moțiune anti-SLAPP împotriva proprietarilor unei clădiri de apartamente. Proprietarii au depus o cerere SLAPP din cauza activităților de protest ale inculpaților.[61]
- Karen Winner, autoarea cărții Divorced From Justice (Divorțați de justiție), este recunoscută drept „catalizatorul schimbărilor pe care le-am adoptat”, a declarat Leo Milonas, un judecător pensionat din cadrul Diviziei de Apel a instanțelor din statul New York, care a prezidat o comisie specială care a recomandat schimbările adoptate de judecătoarea șefă Judith Kaye.[62][63] (Comisia care a elaborat raportul instanțelor din statul New York a citat un raport anterior al Comisarului pentru Protecția Consumatorilor din orașul New York drept un motiv „major” pentru studiul său. Karen Winner a fost autoarea studiului anterior.[64][65][66]) Dar în 1999, Winner, împreună cu un psiholog/denunțător și mai mulți cetățeni au fost atacați prin SLAPP pentru că au criticat sistemul de tutelă ad litem și un fost judecător din Carolina de Sud. Raportul lui Winner, „Findings on Judicial Practices & Court-appointed Personnel in the Family Courts in Dorchester, Charleston & Berkeley Counties, South Carolina” și demonstrațiile cetățenilor au condus la primele legi din Carolina de Sud care stabilesc standarde minime și cerințe de licențiere pentru tutorii ad litem, care reprezintă interesele copiilor în cauzele judiciare. SLAPP-urile de represalii trenează de aproape 10 ani, cu hotărâri care totalizează peste 11 milioane de dolari împotriva co-inculpaților în mod colectiv. Reflectând natura represaliatorie a acestor procese, cel puțin unul dintre co-inculpați încă așteaptă să afle de la judecători care dintre declarațiile sale, dacă este cazul, au fost false.)
- Kathi Mills a câștigat o moțiune anti-SLAPP împotriva Atlanta Humane Society, Atlanta Humane Society v. Mills, în Gwinnett County (Georgia) Superior Court; cazul 01-A-13269-1.[67][68][69] Ea a fost dată în judecată pe baza comentariilor pe care le-a făcut pe un forum de internet după difuzarea unui program de știri critic la adresa AHS. Judecătorul a hotărât, în parte, că cetățenii privați nu trebuie să investigheze știrile înainte de a-și face propriile comentarii pe marginea acestora și că entitățile guvernamentale nu pot da în judecată pentru defăimare.[67]
- În 2004, RadioShack Corporation l-a dat în judecată pe Bradley D. Jones, webmasterul site-ului RadioShackSucks.com și fost dealer RadioShack timp de 17 ani, în încercarea de a suprima discuțiile online despre un proces colectiv în care peste 3 300 de actuali sau foști manageri RadioShack susțineau că societatea le cerea să lucreze multe ore fără plata orelor suplimentare.[70]
- Tom Martino, gazda unui talk-show radiofonic difuzat la nivel național, a obținut câștig de cauză într-o moțiune anti-SLAPP în 2009, după ce a fost dat în judecată pentru calomnie de către un comerciant cu amănuntul de ambarcațiuni. Cazul s-a bucurat de atenție la nivel național pentru că a sugerat că nimeni nu se așteaptă în mod rezonabil la fapte obiective din partea unui prezentator tipic de talk-show, care este adesea un comediant care spune glume.[71][72][73]
- În noiembrie 2010, regizorul Fredrik Gertten, în calitate de pârât, a câștigat o moțiune anti-SLAPP după ce a fost dat în judecată pentru defăimare de către Dole Fruit Company. Cazul se referea la filmul documentar al lui Gertten despre lucrătorii agricoli. Procesul îndelungat a fost documentat în filmul lui Gertten Big Boys Gone Bananas!.[74]
- Într-un efort de a împiedica patru femei să depună cereri de documente publice fără a obține mai întâi permisiunea unui judecător sau să depună viitoare procese, districtul școlii elementare Congress a intentat procesul Congress Elementary School District v. Warren, et. al. pe 28 ianuarie 2010. Institutul Goldwater, un think tank cu sediul în Phoenix, Arizona, le-a reprezentat pe cele patru pârâte. Districtul școlar a declarat că a fost hărțuit atât de des de Warren încât nu a fost capabil să își educe elevii în mod funcțional. Toni Wayas, superintendentul districtului școlar, a susținut „că, de fiecare dată, s-a conformat solicitărilor”. Institutul Goldwater a susținut că districtul școlar a încălcat în trecut legile statului care impun transparența guvernamentală. Investigațiile efectuate în 2002 și 2007 de către Ombudsmanul și Procurorul General al statului au scos la iveală încălcări ale legii privind ședințele publice de către Biroul Procurorului General. Potrivit lui Carrie Ann Sitren de la Goldwater Institute, aceasta a fost „o încercare clară de a reduce la tăcere oamenii din comunitate care au criticat acțiunile consiliului și au făcut încercări de bună credință de a se asigura că districtul cheltuiește banii contribuabililor în mod înțelept”. Niciuna dintre înregistrările solicitate nu a fost privată sau confidențială și, prin urmare, ar fi trebuit să fie ușor disponibilă pentru a fi pusă la dispoziția publicului, potrivit asistentului Ombudsmanului de stat.[75]
- În ianuarie 2011, Sony Computer Entertainment America l-a dat în judecată pe George Hotz și pe alte persoane pentru că a făcut jailbreak la PlayStation 3 și a publicat chei de criptare și semnare pentru diferite straturi ale arhitecturii sistemului. Inculpații și Electronic Frontier Foundation consideră acest caz un abuz flagrant al Digital Millennium Copyright Act. Hotz a ajuns la o înțelegere cu Sony înainte de proces.[76]
- În decembrie 2015, James McGibney a fost obligat să plătească lui Neal Rauhauser o sancțiune judiciară anti-SLAPP în valoare de 1 milion de dolari și 300 000 de dolari reprezentând onorarii de avocat pentru intentarea unei serii de procese nefondate împotriva sa.[77] Hotărârea a fost anulată temporar atunci când judecătorul care a prezidat procesul a aprobat cererea lui McGibney pentru un nou proces în februarie 2016, dar a fost reinstituită în favoarea lui Rauhasuer la 14 aprilie 2016, sancțiunea SLAPP împotriva lui McGibney fiind redusă de la 1 milion de dolari la 150.000.[78][79] Judecătorul a hotărât că McGibney a intentat procesele pentru a-l leza pe Rauhauser în mod intenționat și răuvoitor și pentru a-l descuraja să-și exercite dreptul constituțional de a-l critica pe McGibney.[77]
- În august 2015, Târgul de Stat din Texas a fost sancționat cu peste 75.000 de dolari pentru intentarea unui proces SLAPP împotriva unui avocat care solicitase documente financiare de la Târgul de Stat.[80]

- La 27 august 2012, Robert E. Murray și Murray Energy au intentat un proces împotriva reporterului de mediu Ken Ward Jr. și Charleston Gazette-Mail din Charleston, Virginia de Vest. Procesul susține că Ken Ward Jr. a postat afirmații defăimătoare pe blogul său. Murray susține că postarea de pe blog intitulată „Mitt Romney, Murray Energy și criminalii cărbunelui” i-a afectat afacerea, reputația și a pus în pericol locurile de muncă oferite de Murray Energy în Belmont County, Ohio. În iunie 2017, Murray Energy a trimis o scrisoare de încetare și dezicere emisiunii de televiziune HBO Last Week Tonight with John Oliver⁠(d) în urma încercării emisiunii de a obține comentarii despre industria cărbunelui. Emisiunea a continuat cu episodul (18 iunie), în care gazda John Oliver a discutat despre prăbușirea minei Crandall Canyon din Utah în 2007 și și-a exprimat opinia că Murray nu a făcut suficient pentru a proteja siguranța minerilor săi. Trei zile mai târziu, Murray și companiile sale au intentat proces împotriva lui Oliver, a scenariștilor emisiunii, a HBO și a Time Warner. Procesul a susținut că, în emisiunea Last Week Tonight, Oliver „a incitat telespectatorii să îi facă rău domnului Murray și companiilor sale”. ACLU a depus un memoriu amicus în sprijinul HBO în acest caz; memoriul a fost descris ca fiind „hilar”[81] și „cel mai sarcastic memoriu juridic”[82]. Memoriul a inclus, de asemenea, o comparație a lui Murray cu personajul fictiv Dr. Evil, care a fost folosit în emisiunea Oliver, cu explicația că „trebuie amintit faptul că adevărul este o apărare absolută la o cerere de defăimare”. La 11 august 2017, un judecător al unei instanțe districtuale federale a hotărât că procesele intentate de Murray Energy împotriva The New York Times și HBO pot continua fiecare într-o instanță de stat inferioară. Procesul împotriva HBO a fost respins cu prejudiciu la 21 februarie 2018. În noiembrie 2019, John Oliver a discutat implicațiile procesului (și ale proceselor SLAPP în general) în emisiunea sa după ce Murray a renunțat la proces[3].[83]
- În noiembrie 2020, compania BYD a intentat un proces pentru calomnie împotriva Vice Media și a organizației non-profit Alliance for American Manufacturing (AAM) și a unora dintre angajații acesteia.[84] Curtea Supremă de Justiție a Statelor Unite a respins acțiunea BYD în august 2022.[85][84]